# Transistor à effet de champ
Pour les articles homonymes, voir FET.

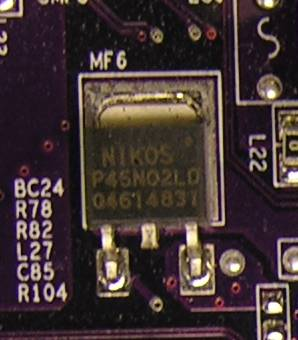
Circuit électronique avec transistor à effet de champ

Un transistor à effet de champ (en anglais, Field-effect transistor ou FET) est un dispositif semi-conducteur de la famille des transistors. Sa particularité est d'utiliser un champ électrique pour contrôler la forme et donc la conductivité d'un « canal » dans un matériau semiconducteur. Il concurrence le transistor bipolaire dans de nombreux domaines d'applications, tels que l'électronique numérique.

## Historique
Le premier brevet sur le transistor à effet de champ a été déposé en 1925 par Julius E. Lilienfeld. Comme rien ne fut publié sur cette invention, elle resta ignorée de l'industrie.
De même, le physicien Oskar Heil déposa en 1934 un brevet pour une invention similaire, mais il n'existe pas de preuve que cet appareil ait été construit.
Ce n'est qu'après la guerre que le transistor à effet de champ sera redécouvert, d'abord le JFET en 1952 puis le MOSFET en 1960, par Kahng et Atalla.

## Présentation
Un transistor à effet de champ est un composant à trois broches : la Grille, le Drain et la Source.
On considère que la commande du transistor se fait par l'application d'une tension VGS sur la grille, négative dans le cas d'un type P, positive dans le cas d'un type N.
Les caractéristiques de sortie sont liées au rapport tension/courant admissible entre le drain et la source, représenté par une résistance équivalente RDSon lorsque le transistor est passant.
La pente (ou transconductance) du transistor est le rapport {\displaystyle g=I_{DS}/U_{GS}}. C'est l'inverse d'une résistance (donc une conductance). Plus elle est élevée, et plus le gain du transistor sera grand.
L'un des modèles les plus connus est le modèle 2N3819, toujours vendu de nos jours. Donnons ses caractéristiques :
- puissance maximale dissipée : 0,36 W ;
- tension drain-source maximale : 15 V ;
- pente : 2 à 6,5 mS.

Comme les transistors MOS et MOSFET, les transistors à effet de champ sont plus fragiles que les transistors à jonction, notamment parce qu'ils peuvent claquer à la suite d'une décharge d'électricité statique. C'est pourquoi on doit les protéger contre les surtensions d'origine statique ou dynamique afin d'éviter leur destruction :
- en court-circuitant les connexions externes pendant leur stockage, leur manipulation ou leur soudure ;
- en les piquant dans des mousses conductrices.

## Fonctionnement
Un transistor à effet de champ est un transistor unipolaire : son fonctionnement est basé sur l'action d'un champ électrique sur un canal composé d'un seul type de porteurs de charges mobiles. Ce canal est un semi-conducteur avec un excédent d'électrons (dopage de type N), ou de trous (dopage de type P). La présence d'un champ électrique peut autoriser la conduction électrique dans ce canal (transistor à enrichissement, ou enhancement) ou la réduire (transistor à appauvrissement, ou depletion).
Par rapport à un transistor bipolaire (NPN ou PNP), il présente l'intérêt d'avoir une grande impédance d'entrée (supérieure au mégaohm), ce qui le rend intéressant dans certains montages (étage d'entrée d'un radiorécepteur, détecteur d'électricité statique...). Plus précisément, cette résistance d'entrée est la résistance de fuite de la jonction grille-source (GS) polarisée en inverse. La capacité d'entrée du transistor est faible (quelques picofarads).
Cette résistance d'entrée élevée et cette faible capacité d'entrée donnent aux transistors à effet de champ des caractéristiques proches de celles des tubes à vide.
En réception radio, l'intérêt des transistors à effet de champ est : 
- une meilleure sélectivité des circuits associés ;
- un meilleur facteur de bruit (car la bande passante du circuit est réduite, du fait d'un amortissement moindre).

C'est pourquoi on les trouve souvent dans les schémas de préamplificateurs d'entrée, d'oscillateurs, de mélangeurs.

## Classification

### JFET
Un transistor de type JFET (Junction Field Effect Transistor ou transistor à effet de champ à jonction) présente une grille reliée au substrat. Dans le cas d'un canal dopé N, le substrat et la grille sont fortement dopés P+ et physiquement reliés au canal. Le drain et la source sont des îlots très fortement dopés N+ dans le canal, de part et d'autre de la grille. Dans le cas d'un canal dopé P, les dopages de chaque partie sont inversés, ainsi que les tensions de fonctionnement.

### MOSFET
Un transistor de type MOSFET (Metal Oxyde Semiconductor Field Effect Transistor) présente une grille métallique électriquement isolée du substrat par un diélectrique de type SiO2.

### MESFET
Un transistor de type MESFET (MEtal Semiconductor Field Effect Transistor) présente une grille métallique.
Ce type de transistor apparu en 1966 et fut le premier à être fabriqué à partir d’un composé III-V. Un MESFET est constitué par un barreau de semi-conducteur de type N sur lequel sont réalisés à ses deux extrémités les contacts ohmiques de source et de drain. Entre la source et le drain, un contact Schottky matérialise l’électrode de grille. Le transistor est réalisé sur un substrat semi-isolant de GaAs sur lequel on fait croître par épitaxie ou par implantation ionique la couche active avec des impuretés de type donneur (ND ≈ 2 E17 cm-3). L’adjonction d’une couche fortement dopée (ND ≈ 2 E18 cm-3) permet l’accrochage des contacts ohmiques de source et de drain, ainsi que la diminution des résistances parasites de source et de drain.

### MODFET, HEMT ou HFET
Un MODFET (modulated-doping field effect transistor) ou HEMT (High Electron Mobility Transistor) est un transistor à haute mobilité d'électrons connu aussi sous le nom de transistor à effet de champ à hétérostructure. Il est composé de deux semi-conducteurs de bande interdite différente (ex GaAlAs et GaAs) qui à leur frontière forment un puits quantique dans lequel les électrons sont confinés formant ainsi un gaz bi-dimensionnel d'électrons.

### OFET
Un OFET, Organic Field Effect Transistor (en) ou transistor à effet de champ organique, est un transistor à effet de champ dont le canal est formé par un semi-conducteur organique.

## Réalisation pratique
La structure générale d'un transistor à effet de champ n'est pas facile à réaliser en raison des difficultés que l'on a à diffuser des impuretés des deux côtés d'une plaquette de semi-conducteur.
Pratiquement, on ne diffuse ces impuretés que d'un seul côté de la plaquette en utilisant la même technique que pour les diodes à jonction p-n. À cet effet, on part d'une plaquette de silicium de type p, cette plaquette étant obtenue à partir de lingots cylindriques de silicium monocristallin pur. Le substrat est mis en présence d'un courant gazeux chargé d'une impureté de type n. La vapeur dépose des films monocristallins qui s'arrangent suivant la structure du substrat, d'où le nom de dépôt épitaxial.
On protège la couche épitaxiale par un revêtement de dioxyde de silicium (SiO2), revêtement que l'on obtient par un courant d'oxygène à 1 200 °C.
Ensuite, on crée une fenêtre en enlevant l'oxyde dans une zone en forme de cadre, puis on diffuse vers 1 200 °C des impuretés (accepteurs d'électrons) jusqu'à ce que les zones p se propageant dans le cristal traversent la couche épitaxiale de type n. Pendant la diffusion qui peut durer plusieurs heures, une couche protectrice d'oxyde se forme à nouveau en surface selon un phénomène de ré-oxydation propre à toute diffusion. La grille est alors formée par le cadre p (partie supérieure) et par le substrat (partie inférieure). Des connexions métalliques qui ne sont pas représentées plusieurs figures établissent les différentes liaisons à travers la couche isolante entre les électrodes et les éléments extérieurs.[incompréhensible]